# Cerkev sv. Štefana, Ljubljana
Cerkev sv. Štefana stoji v današnjem Štepanjskem naselju v Ljubljani in jo danes vodijo bratje kapucini. Velja za enega izmed pomembnejših baročnih spomenikov na slovenskih tleh, predvsem zaradi mnogih poslikav in kiparskih del, ki so na učinkovit način povezani in združeni v celoto.

## Zgodovina
Cerkev sv. Štefana v Štepanji vasi se prvič omenja leta 1526, ko je veljala za podružnično cerkev šentpetrske župnije. Poseben pomen je dobila, ko so ob njej leta 1653 na pobudo kanonikata in beneficiata Stemberga postavili kapelo Božjega groba. Ta je natančen posnetek jeruzalemskega Božjega groba. Cerkev se po tej novi pridobitvi razvije v pomembno romarsko središče. Domnevno naj bi bila cerkev na novo sezidana proti koncu 17. stoletja. Kar se tiče arhitekturne zasnove, ima banjasti obok v ladji in dve veliki stranski kapeli, ki zaradi svoje širine dajeta občutek centralne zasnove. Množična romanja in posledično velik dotok sredstev so omogočili in spodbudili dodatne prenove v 18. stoletju. Poslikave sta opravila Mihael Reinwaldt leta 1719 in Franc Jelovšek s pomočniki leta 1744.

## Poslikave
Poslikave so bile med ljubljanskim potresom leta 1895 precej poškodovane in zaradi tega je kolorit kljub restavraciji izgubil veliko prvotnih lastnosti. Freske je zato tudi težje kakovostno vrednotiti in presojati.

### Poslikave ladijskega oboka
Na ladijskem oboku je prikazano kamenjanje sv. Štefana, ljubljanskega slikarja Janeza Mihaela Reinwaldta. Avtor se je tudi podpisal ter delo datiral, in sicer na knjigi v spodnjem desnem kotu.

### Poslikave prezbiterija
Franc Jelovšek se leta 1744 loti cerkvenega prezbiterija. Ponovno se loti z iluzionistično upodobitvijo, čeprav v manjšem formatu. Podobne naloge se je pred tem lotil v cerkvi sv. Petra v Ljubljani, a v večjem obsegu. Naročilo poslikav je verjetno povezano z Janezom Jakobom Schillingom, ki je bil tudi naročnik Jelovškovega dela v sv. Petru, ter drugimi ljubljanskimi kanoniki, med njimi Janezom Andrejem Stembergom. Jelovšek je ustvaril iluzionistično arhitekturo, ki je zelo razgibana v baročnem slogu, in odprta v nebeško dogajanje. Arhitekturo krasi štukatura in pa manjši puti s cvetlicami. Zaradi manjše površine oboka so figure na nebesnem svodu precej nagnetene. V glavnem prizoru angeli na oblakih nosijo svetega diakona Štefana v nebesa. V sklepu oboka je upodobljen sv. Lovrenc z ražnjem. Medtem ko je na severni strani prezbiterija okno, je na mestu tega na južni strani freska sv. Štefana med pismouki. Pismouki se s svetnikom prepirajo o Kristusu, medtem ko Angel nad obokom v desnem kotu drži napis: Non poterant resistere sapientiae (niso se mogli ustavljati njegovi modrosti). V oglih oboka sta naslikana kmetijska patrona sv. Notburga in sv. Izidor, pomembna svetnika tistega časa in pa zadaj ob steni sv. Jožef ter sv. Anton Padovanski.

### Poslikava oltarja
Jelovšek je naslikal tudi oltar na steno prezbiterija, vendar je ta danes prekrit s kamnito oltarno arhitekturo. Na straneh lahko opazimo le še naslikano stebriščno arhitekturo in dva puta, ki jo odkrivata z rdečo draperijo.

### Poslikave stranskih kapel
Zanimivi sta poslikavi stranskih kapel cerkve, saj je tu poudarjen krajinski element. Kiparstvo, pripisano ljubljanskemu kiparju Henriku Michaelu Löhru, je povezano s slikarstvom. Jelovšek se je s svojo delavnico kapel lotil leto kasneje, in sicer 1745. Za delo je značilen ekspresivni iluzionizem poznega baroka. Danes sta oltarja posvečena Kalvariji in Oljski gori, čeprav opravilnik šentpeterske župnije iz leta 1693 omenja le stranska oltarja sv. Katarine in sv. Florijana. Arhitekturni del oltarja ima na sredini vdolbino, v katero je postavljen sv. Peter oz. Marija Magdalena. Nad njima je oltar, kjer imamo še več kiparskih del.

## Galerija
- Poslikava ladijskega oboka Janeza Mihaela Reinwaldta
- Poslikava prezbiterija Franca Jelovška
- sv. Notburga
- Stranska kapela